# Araeopteron ecphaea
Araeopteron ecphaea là một loài bướm đêm trong họ Erebidae.